# Liste der Nummer-eins-Hits in Deutschland (1982)
Diese Liste enthält alle Nummer-eins-Hits in Deutschland im Jahr 1982. Es gab in diesem Jahr elf Nummer-eins-Singles und 15 Nummer-eins-Alben.

## Singles
| ← 1981 ← | Liste der Nummer-eins-Hits in Deutschland | Liste der Nummer-eins-Hits in Deutschland | Liste der Nummer-eins-Hits in Deutschland                                                                   | 1983 →                    |
| \| Zeitraum \| Wo. ges. \| Interpret \| Titel Autor(en) \| Zusätzliche Informationen \| \| (Zeitraum, Wochen auf Platz eins, Interpret, Titel, Autor[en], zusätzliche Informationen) \| \| \| \| \| \| ----------------------------------------------------------------------------------------- \| -------- \| --------------------------------------- \| ----------------------------------------------------------------------------------------------------------- \| ------------------------- \| \| 7. Dezember 1981 – 3. Januar 1982 4 Wochen (insgesamt 9) \| 9 \| Gottlieb Wendehals \| Polonäse Blankenese Musik: Werner Böhm Thorn; Text: Michael Jud, Werner Böhm Thorn \| – \| \| 4. Januar 1982 – 10. Januar 1982 1 Woche \| 1 \| ABBA \| One of Us Benny Göran Bror Andersson, Björn K. Ulvaeus \| – \| \| 11. Januar 1982 – 7. Februar 1982 4 Wochen (insgesamt 9) \| 9 \| Gottlieb Wendehals \| Polonäse Blankenese Musik: Werner Böhm Thorn; Text: Michael Jud, Werner Böhm Thorn \| – \| \| 8. Februar 1982 – 14. Februar 1982 1 Woche (insgesamt 8) \| 8 \| Spider Murphy Gang \| Skandal im Sperrbezirk Günther Sigl \| – \| \| 15. Februar 1982 – 21. Februar 1982 1 Woche (insgesamt 9) \| 9 \| Gottlieb Wendehals \| Polonäse Blankenese Musik: Werner Böhm Thorn; Text: Michael Jud, Werner Böhm Thorn \| – \| \| 22. Februar 1982 – 11. April 1982 7 Wochen (insgesamt 8) \| 8 \| Spider Murphy Gang \| Skandal im Sperrbezirk Günther Sigl \| – \| \| 12. April 1982 – 18. April 1982 1 Woche (insgesamt 3) \| 3 \| Falco \| Der Kommissar Musik: Robert Ponger; Text: Johann Hölzel \| – \| \| 19. April 1982 – 25. April 1982 1 Woche (insgesamt 5) \| 5 \| Nicole \| Ein bißchen Frieden Musik: Ralph Siegel jun.; Text: Bernd Meinunger \| – \| \| 26. April 1982 – 9. Mai 1982 2 Wochen (insgesamt 3) \| 3 \| Falco \| Der Kommissar Musik: Robert Ponger; Text: Johann Hölzel \| – \| \| 10. Mai 1982 – 6. Juni 1982 4 Wochen (insgesamt 5) \| 5 \| Nicole \| Ein bißchen Frieden Musik: Ralph Siegel jun.; Text: Bernd Meinunger \| – \| \| 7. Juni 1982 – 11. Juli 1982 5 Wochen \| 5 \| Paul McCartney & Stevie Wonder \| Ebony & Ivory Paul McCartney \| – \| \| 12. Juli 1982 – 1. August 1982 3 Wochen (insgesamt 4) \| 4 \| OMD (Orchestral Manoeuvres in the Dark) \| Maid of Orleans Andy McCluskey \| – \| \| 2. August 1982 – 8. August 1982 1 Woche (insgesamt 2) \| 2 \| Markus \| Ich will Spaß Axel Klopprogge \| – \| \| 9. August 1982 – 15. August 1982 1 Woche (insgesamt 4) \| 4 \| OMD \| Maid of Orleans Andy McCluskey \| – \| \| 16. August 1982 – 22. August 1982 1 Woche (insgesamt 2) \| 2 \| Markus \| Ich will Spaß Axel Klopprogge \| – \| \| 23. August 1982 – 26. September 1982 5 Wochen \| 5 \| Andy Borg \| Adios Amor Musik: Tex Shultzieg; Text: Kurt Feltz \| – \| \| 27. September 1982 – 12. Dezember 1982 11 Wochen \| 11 \| F. R. David \| Words Musik: Robert Fitoussi; Text: Louis S. Yaguda, Martin J. Kupersmith \| – \| \| 13. Dezember 1982 – 30. Januar 1983 7 Wochen \| 7 \| Culture Club \| Do You Really Want to Hurt Me George Alan O’Dowd, Jonathan Aubrey Moss, Roy Ernest Hay, Michael Emile Craig \| – \| |                                           |                                           | |                           |
| ← 1981 |                                           |                                           | | → 1983 →                  |
| Zeitraum | Wo. ges.                                  | Interpret                                 | Titel Autor(en)                                                                                             | Zusätzliche Informationen |
| (Zeitraum, Wochen auf Platz eins, Interpret, Titel, Autor[en], zusätzliche Informationen) |                                           |                                           | |                           |
| 7. Dezember 1981 – 3. Januar 1982 4 Wochen (insgesamt 9) | 9                                         | Gottlieb Wendehals                        | Polonäse Blankenese Musik: Werner Böhm Thorn; Text: Michael Jud, Werner Böhm Thorn                          | –                         |
| 4. Januar 1982 – 10. Januar 1982 1 Woche | 1                                         | ABBA                                      | One of Us Benny Göran Bror Andersson, Björn K. Ulvaeus                                                      | –                         |
| 11. Januar 1982 – 7. Februar 1982 4 Wochen (insgesamt 9) | 9                                         | Gottlieb Wendehals                        | Polonäse Blankenese Musik: Werner Böhm Thorn; Text: Michael Jud, Werner Böhm Thorn                          | –                         |
| 8. Februar 1982 – 14. Februar 1982 1 Woche (insgesamt 8) | 8                                         | Spider Murphy Gang                        | Skandal im Sperrbezirk Günther Sigl                                                                         | –                         |
| 15. Februar 1982 – 21. Februar 1982 1 Woche (insgesamt 9) | 9                                         | Gottlieb Wendehals                        | Polonäse Blankenese Musik: Werner Böhm Thorn; Text: Michael Jud, Werner Böhm Thorn                          | –                         |
| 22. Februar 1982 – 11. April 1982 7 Wochen (insgesamt 8) | 8                                         | Spider Murphy Gang                        | Skandal im Sperrbezirk Günther Sigl                                                                         | –                         |
| 12. April 1982 – 18. April 1982 1 Woche (insgesamt 3) | 3                                         | Falco                                     | Der Kommissar Musik: Robert Ponger; Text: Johann Hölzel                                                     | –                         |
| 19. April 1982 – 25. April 1982 1 Woche (insgesamt 5) | 5                                         | Nicole                                    | Ein bißchen Frieden Musik: Ralph Siegel jun.; Text: Bernd Meinunger                                         | –                         |
| 26. April 1982 – 9. Mai 1982 2 Wochen (insgesamt 3) | 3                                         | Falco                                     | Der Kommissar Musik: Robert Ponger; Text: Johann Hölzel                                                     | –                         |
| 10. Mai 1982 – 6. Juni 1982 4 Wochen (insgesamt 5) | 5                                         | Nicole                                    | Ein bißchen Frieden Musik: Ralph Siegel jun.; Text: Bernd Meinunger                                         | –                         |
| 7. Juni 1982 – 11. Juli 1982 5 Wochen | 5                                         | Paul McCartney & Stevie Wonder            | Ebony & Ivory Paul McCartney                                                                                | –                         |
| 12. Juli 1982 – 1. August 1982 3 Wochen (insgesamt 4) | 4                                         | OMD (Orchestral Manoeuvres in the Dark)   | Maid of Orleans Andy McCluskey                                                                              | –                         |
| 2. August 1982 – 8. August 1982 1 Woche (insgesamt 2) | 2                                         | Markus                                    | Ich will Spaß Axel Klopprogge                                                                               | –                         |
| 9. August 1982 – 15. August 1982 1 Woche (insgesamt 4) | 4                                         | OMD                                       | Maid of Orleans Andy McCluskey                                                                              | –                         |
| 16. August 1982 – 22. August 1982 1 Woche (insgesamt 2) | 2                                         | Markus                                    | Ich will Spaß Axel Klopprogge                                                                               | –                         |
| 23. August 1982 – 26. September 1982 5 Wochen | 5                                         | Andy Borg                                 | Adios Amor Musik: Tex Shultzieg; Text: Kurt Feltz                                                           | –                         |
| 27. September 1982 – 12. Dezember 1982 11 Wochen | 11                                        | F. R. David                               | Words Musik: Robert Fitoussi; Text: Louis S. Yaguda, Martin J. Kupersmith                                   | –                         |
| 13. Dezember 1982 – 30. Januar 1983 7 Wochen | 7                                         | Culture Club                              | Do You Really Want to Hurt Me George Alan O’Dowd, Jonathan Aubrey Moss, Roy Ernest Hay, Michael Emile Craig | –                         |

## Alben
| ← 1981 ← | Liste der Nummer-eins-Alben in Deutschland | Liste der Nummer-eins-Alben in Deutschland                | Liste der Nummer-eins-Alben in Deutschland | 1983 →                    |
| \| Zeitraum \| Wo. ges. \| Interpret \| Titel \| Zusätzliche Informationen \| \| (Zeitraum, Wochen auf Platz eins, Interpret, Titel, zusätzliche Informationen) \| \| \| \| \| \| ------------------------------------------------------------------------------ \| -------- \| --------------------------------------------------------- \| --------------------------------- \| ------------------------- \| \| 28. Dezember 1981 – 31. Januar 1982 5 Wochen \| 5 \| ABBA \| The Visitors \| – \| \| 1. Februar 1982 – 7. Februar 1982 1 Woche \| 1 \| Royal Philharmonic Orchestra \| Classic Disco \| – \| \| 8. Februar 1982 – 14. Februar 1982 1 Woche (insgesamt 3) \| 3 \| Peter Maffay \| Ich will leben \| – \| \| 15. Februar 1982 – 21. Februar 1982 1 Woche (insgesamt 2) \| 2 \| Barclay James Harvest \| Berlin – A Concert for the People \| – \| \| 22. Februar 1982 – 28. Februar 1982 1 Woche (insgesamt 3) \| 3 \| Peter Maffay \| Ich will leben \| – \| \| 1. März 1982 – 7. März 1982 1 Woche (insgesamt 2) \| 2 \| Barclay James Harvest \| Berlin – A Concert for the People \| – \| \| 8. März 1982 – 14. März 1982 1 Woche (insgesamt 3) \| 3 \| Peter Maffay \| Ich will leben \| – \| \| 15. März 1982 – 25. April 1982 6 Wochen (insgesamt 8) \| 8 \| Spider Murphy Gang \| Dolce Vita \| – \| \| 26. April 1982 – 2. Mai 1982 1 Woche (insgesamt 2) \| 2 \| Michael Schanze & Deutsche Fußballnationalmannschaft 1982 \| Olé España \| – \| \| 3. Mai 1982 – 9. Mai 1982 1 Woche (insgesamt 8) \| 8 \| Spider Murphy Gang \| Dolce Vita \| – \| \| 10. Mai 1982 – 16. Mai 1982 1 Woche (insgesamt 2) \| 2 \| Michael Schanze & Deutsche Fußballnationalmannschaft 1982 \| Olé España \| – \| \| 17. Mai 1982 – 23. Mai 1982 1 Woche (insgesamt 8) \| 8 \| Spider Murphy Gang \| Dolce Vita \| – \| \| 24. Mai 1982 – 30. Mai 1982 1 Woche (insgesamt 3) \| 3 \| Spliff \| 85555 \| – \| \| 31. Mai 1982 – 20. Juni 1982 3 Wochen \| 3 \| The Alan Parsons Project \| Eye in the Sky \| – \| \| 21. Juni 1982 – 4. Juli 1982 2 Wochen \| 2 \| Paul McCartney \| Tug of War \| – \| \| 5. Juli 1982 – 18. Juli 1982 2 Wochen (insgesamt 3) \| 3 \| Spliff \| 85555 \| – \| \| 19. Juli 1982 – 29. August 1982 6 Wochen \| 6 \| Nicole \| Ein bißchen Frieden \| – \| \| 30. August 1982 – 5. September 1982 1 Woche \| 1 \| BAP \| Für usszeschnigge! \| – \| \| 6. September 1982 – 12. September 1982 1 Woche \| 1 \| Steve Miller Band \| Abracadabra \| – \| \| 13. September 1982 – 14. November 1982 9 Wochen \| 9 \| BAP \| Vun drinne noh drusse \| – \| \| 15. November 1982 – 5. Dezember 1982 3 Wochen \| 3 \| Elton John \| Your Songs \| – \| \| 6. Dezember 1982 – 9. Januar 1983 5 Wochen \| 5 \| Peter Hofmann \| Rock Classics \| – \| |                                            |                                                           |                                            |                           |
| ← 1981 |                                            |                                                           |                                            | → 1983 →                  |
| Zeitraum | Wo. ges.                                   | Interpret                                                 | Titel                                      | Zusätzliche Informationen |
| (Zeitraum, Wochen auf Platz eins, Interpret, Titel, zusätzliche Informationen) |                                            |                                                           |                                            |                           |
| 28. Dezember 1981 – 31. Januar 1982 5 Wochen | 5                                          | ABBA                                                      | The Visitors                               | –                         |
| 1. Februar 1982 – 7. Februar 1982 1 Woche | 1                                          | Royal Philharmonic Orchestra                              | Classic Disco                              | –                         |
| 8. Februar 1982 – 14. Februar 1982 1 Woche (insgesamt 3) | 3                                          | Peter Maffay                                              | Ich will leben                             | –                         |
| 15. Februar 1982 – 21. Februar 1982 1 Woche (insgesamt 2) | 2                                          | Barclay James Harvest                                     | Berlin – A Concert for the People          | –                         |
| 22. Februar 1982 – 28. Februar 1982 1 Woche (insgesamt 3) | 3                                          | Peter Maffay                                              | Ich will leben                             | –                         |
| 1. März 1982 – 7. März 1982 1 Woche (insgesamt 2) | 2                                          | Barclay James Harvest                                     | Berlin – A Concert for the People          | –                         |
| 8. März 1982 – 14. März 1982 1 Woche (insgesamt 3) | 3                                          | Peter Maffay                                              | Ich will leben                             | –                         |
| 15. März 1982 – 25. April 1982 6 Wochen (insgesamt 8) | 8                                          | Spider Murphy Gang                                        | Dolce Vita                                 | –                         |
| 26. April 1982 – 2. Mai 1982 1 Woche (insgesamt 2) | 2                                          | Michael Schanze & Deutsche Fußballnationalmannschaft 1982 | Olé España                                 | –                         |
| 3. Mai 1982 – 9. Mai 1982 1 Woche (insgesamt 8) | 8                                          | Spider Murphy Gang                                        | Dolce Vita                                 | –                         |
| 10. Mai 1982 – 16. Mai 1982 1 Woche (insgesamt 2) | 2                                          | Michael Schanze & Deutsche Fußballnationalmannschaft 1982 | Olé España                                 | –                         |
| 17. Mai 1982 – 23. Mai 1982 1 Woche (insgesamt 8) | 8                                          | Spider Murphy Gang                                        | Dolce Vita                                 | –                         |
| 24. Mai 1982 – 30. Mai 1982 1 Woche (insgesamt 3) | 3                                          | Spliff                                                    | 85555                                      | –                         |
| 31. Mai 1982 – 20. Juni 1982 3 Wochen | 3                                          | The Alan Parsons Project                                  | Eye in the Sky                             | –                         |
| 21. Juni 1982 – 4. Juli 1982 2 Wochen | 2                                          | Paul McCartney                                            | Tug of War                                 | –                         |
| 5. Juli 1982 – 18. Juli 1982 2 Wochen (insgesamt 3) | 3                                          | Spliff                                                    | 85555                                      | –                         |
| 19. Juli 1982 – 29. August 1982 6 Wochen | 6                                          | Nicole                                                    | Ein bißchen Frieden                        | –                         |
| 30. August 1982 – 5. September 1982 1 Woche | 1                                          | BAP                                                       | Für usszeschnigge!                         | –                         |
| 6. September 1982 – 12. September 1982 1 Woche | 1                                          | Steve Miller Band                                         | Abracadabra                                | –                         |
| 13. September 1982 – 14. November 1982 9 Wochen | 9                                          | BAP                                                       | Vun drinne noh drusse                      | –                         |
| 15. November 1982 – 5. Dezember 1982 3 Wochen | 3                                          | Elton John                                                | Your Songs                                 | –                         |
| 6. Dezember 1982 – 9. Januar 1983 5 Wochen | 5                                          | Peter Hofmann                                             | Rock Classics                              | –                         |

## Jahreshitparaden
| ← 1981 ← | Liste der Jahres-Nummer-eins-Hits in Deutschland | Liste der Jahres-Nummer-eins-Hits in Deutschland | Liste der Jahres-Nummer-eins-Hits in Deutschland | 1983 →   |
| \| Singles \| Position# \| Alben \| \| ------------------------------------------------------------------------------------------------- \| --------- \| --------------------------------------------- \| \| Maid of Orleans OMD (Orchestral Manoeuvres in the Dark) Andy McCluskey \| 1 \| Dolce Vita Spider Murphy Gang \| \| Skandal im Sperrbezirk Spider Murphy Gang Günther Sigl \| 2 \| Für usszeschnigge! BAP \| \| Felicità Al Bano & Romina Power Musik: Gino de Stefani, Dario Farina; Text: Cristiano Minellono \| 3 \| 4 Foreigner \| \| Adios Amor Andy Borg Musik: Tex Shultzieg; Text: Kurt Feltz \| 4 \| 85555 Spliff \| \| Der Kommissar Falco Musik: Robert Ponger; Text: Johann Hölzel \| 5 \| Five Miles Out Mike Oldfield \| \| Da Da Da Trio Stephan Remmler, Gert Franz Alexander Krawinkel \| 6 \| Best Moves Chris de Burgh \| \| Goldener Reiter Joachim Witt Joachim Richard Carl Witt \| 7 \| Ich will leben Peter Maffay \| \| Ein bißchen Frieden Nicole Musik: Ralph Siegel jun.; Text: Bernd Meinunger \| 8 \| The Concert in Central Park Simon & Garfunkel \| \| Una notte speciale Alice Musik: Alice Visconti, Giusto Pio, Franco Battiato; Text: Alice Visconti \| 9 \| Eye in the Sky The Alan Parsons Project \| \| Ich will Spaß Markus Axel Klopprogge \| 10 \| Ihre größten Erfolge Extrabreit \| |                                                  |                                                  |                                                  |          |
| ← 1981 |                                                  |                                                  |                                                  | → 1983 → |
| Singles | Position#                                        | Alben                                            |                                                  |          |
| Maid of Orleans OMD (Orchestral Manoeuvres in the Dark) Andy McCluskey | 1                                                | Dolce Vita Spider Murphy Gang                    |                                                  |          |
| Skandal im Sperrbezirk Spider Murphy Gang Günther Sigl | 2                                                | Für usszeschnigge! BAP                           |                                                  |          |
| Felicità Al Bano & Romina Power Musik: Gino de Stefani, Dario Farina; Text: Cristiano Minellono | 3                                                | 4 Foreigner                                      |                                                  |          |
| Adios Amor Andy Borg Musik: Tex Shultzieg; Text: Kurt Feltz | 4                                                | 85555 Spliff                                     |                                                  |          |
| Der Kommissar Falco Musik: Robert Ponger; Text: Johann Hölzel | 5                                                | Five Miles Out Mike Oldfield                     |                                                  |          |
| Da Da Da Trio Stephan Remmler, Gert Franz Alexander Krawinkel | 6                                                | Best Moves Chris de Burgh                        |                                                  |          |
| Goldener Reiter Joachim Witt Joachim Richard Carl Witt | 7                                                | Ich will leben Peter Maffay                      |                                                  |          |
| Ein bißchen Frieden Nicole Musik: Ralph Siegel jun.; Text: Bernd Meinunger | 8                                                | The Concert in Central Park Simon & Garfunkel    |                                                  |          |
| Una notte speciale Alice Musik: Alice Visconti, Giusto Pio, Franco Battiato; Text: Alice Visconti | 9                                                | Eye in the Sky The Alan Parsons Project          |                                                  |          |
| Ich will Spaß Markus Axel Klopprogge | 10                                               | Ihre größten Erfolge Extrabreit                  |                                                  |          |